# Hexaplex nigritus
Hexaplex nigritus is een slakkensoort uit de familie van de Muricidae. De wetenschappelijke naam van de soort is voor het eerst geldig gepubliceerd in 1845 door Philippi.